# Elizabeth Shoumatoff
Elizabeth Shoumatoff (russisch: Елизавета Николаевна Шуматова; geborene Awinow (Avinoff); * 1888 in Charkiw, Russisches Reich (heute Ukraine); † 30. November 1980 in Glen Cove, New York) war eine US-amerikanische Porträtmalerin. Berühmtheit erlangte sie vor allem für ihr unvollendetes Porträt von Präsident Franklin D. Roosevelt, der während der Sitzung am 12. April 1945 kollabierte und am selben Tag verstarb.

## Leben und Werk
Elisabeth Awinow (meist Avinoff) wurde in 1888 im ukrainischen Charkiw – bis zur Revolution Teil des russischen Kaiserreichs – als Tochter eines Generalleutnants geboren, erhielt Privatunterricht und begann im Alter von sechs Jahren zum Zeitvertreib zu malen. Sie heiratete Lew Schumatow (meist Leo Shoumatoff), der 1917 während der Zeit der Übergangsregierung zwischen Februar- und Oktoberrevolution mit einer Handelsmission in die Vereinigten Staaten gesandt wurde. Nach der Oktoberrevolution entschieden sie sich, in den USA zu bleiben. Leo Shoumatoff arbeitete in führender Position bei Sikorsky Aircraft, ihr älterer Bruder, selbst Maler und Schmetterlingssammler, wurde Kurator des Carnegie Museum of Natural History in Pittsburgh. Ihre Integration in die konservativ-republikanische Oberklasse des Landes gelang mühelos.
Nachdem ihr Ehemann 1928 bei einem Badeunfall ertrunken war, machte Elisabeth Shoumatoff ihr Hobby, die Aquarellmalerei, zum Beruf und begann Porträts wohlhabender Persönlichkeiten im Auftrag zu malen. 1937 lernte sie Lucy Mercer Rutherford kennen, Eleanor Roosevelts Privatsekretärin und ehemalige Geliebte des Präsidenten, die später den Kontakt zu diesem herstellte. Shoumatoff war zunächst skeptisch, ob der Demokrat ihr, einer eingefleischten Republikanerin, Modell sitzen würde, noch dazu vermittelt durch eine ehemalige Geliebte.
Ein erstes kleineres Aquarell entstand bereits 1943; im April 1945 reisten die beiden Frauen nach Warm Springs, wo Roosevelt sich einverstanden erklärte, in vier Sitzungen für Shoumatoff Modell zu sitzen. Während der zweiten Sitzung hatte Roosevelt eine Hirnblutung und starb.
Das von Shoumatoff begonnene Porträt – nur das Gesicht und ein Teil des Oberkörpers waren ausgeführt – vollendete sie nicht, es wird als Unfinished Portrait im „Little White House“, dem ehemaligen Wohnhaus, heute Roosevelt-Gedenkstätte in Warm Springs aufbewahrt, dem sie es schenkte. Shoumatoff fertigte später ein ähnliches, vollständiges Porträt an, das sie 1960 ebenfalls an die Gedenkstätte gab.
1968 wurde sie erneut aufgefordert, ein Präsidentenporträt anzufertigen: Lyndon B. Johnson lehnte ein von dem Künstler Peter Hurd gemaltes Porträt ab und ließ eines Shoumatoff malen. Dieses war 1973 anlässlich Johnsons Tod die Vorlage für eine Gedenkbriefmarke.
Elisabeth Shoumatoff hatte zwei Kinder, eine Tochter und einen Sohn. Sie wohnte viele Jahrzehnte in Locust Valley, malte bis wenige Wochen vor ihrem Tod und starb am 30. November 1980 in einem nahegelegenen Krankenhaus.
Insgesamt hinterließ sie ein Œuvre von mehr als 3000 Gemälden.